# WebDAV
WebDAV (förkortning av web-based distributed authoring and versioning) är ett nätverksprotokoll för att överföra filer. En fördel är att detta protokoll använder portar som generellt sett inte spärras av brandväggar. Ett syfte med WebDAV var att låta användare redigera filer direkt på en HTTP-server, och på så sätt göra webben till en samarbetsyta istället för en läsyta.
Protokollet definierades i RFC 4918 av en arbetsgrupp inom Internet Engineering Task Force.